# Mario Martinez (sollevatore)
Mario Alvarez Martinez (Salinas, 6 luglio 1957 – Dublin, 14 gennaio 2018) è stato un sollevatore statunitense medagliato olimpico che ha gareggiato nella categoria dei pesi supermassimi (oltre 110/108 kg.).

## Biografia
Nel 1984 Martinez partecipò alle Olimpiadi di Los Angeles, caratterizzate dall'assenza di molti atleti dell'Est europeo a causa del boicottaggio attuato dai Paesi dell'ex Patto di Varsavia, riuscendo a conquistare la medaglia d'argento con 410 kg. nel totale, alle spalle dell'australiano Dean Lukin (412,5 kg.). In quell'anno la competizione olimpica di sollevamento pesi era valida anche come Campionato mondiale.
Nel 1987 Martinez vinse la medaglia d'oro ai Giochi Panamericani di Indianapolis e l'anno successivo prese parte alle Olimpiadi di Seul 1988, classificandosi al 4º posto finale con 407,5 kg. nel totale.
Nel 1991 ottenne la medaglia d'argento ai Giochi Panamericani de L'Avana e l'anno seguente partecipò alle Olimpiadi di Barcellona 1992, terminando all'8º posto finale con 385 kg. nel totale.
Nel 1995 conseguì il suo ultimo risultato importante, vincendo la medaglia di bronzo ai Giochi Panamericani di Mar del Plata con 362,5 kg. nel totale.